# SHONENTAI DINNER SHOW
『SHONENTAI DINNER SHOW』は、少年隊のコンサートビデオ。VHSは1990年3月25日発売。発売元はワーナー・パイオニア。

## 概要
1989年12月26日-27日に行われたディナーショーの模様を収録した。
2021年10月時点で未DVD化。

## 収録曲
1. OPENING「君だけに」Instrumental
2. デカメロン伝説
3. 自然にキスして
4. FUNKY MEDLEY
  1. Funky Stuff
  2. Jungle Boogie
  3. Boogie Shoes
  4. Boogie Shoes～That's The Way-I Like It-～
  5. Shake Your Booty
  6. ガ・ガ・ガ
  7. ダイアモンド・アイズ
  8. 日本よいとこ摩可不思議
  9. 哀しみのプリンセスへ
  10. 君を旅して知っている
5. ふたり
6. おしゃれ泥棒
7. ミッドナイト・ロンリー・ビーチサイド・バンド
8. ONE STEP BEYOND
9. LOVE SHACK
10. ラスト・ダンスは私に - 植草克秀
11. MR.BOJANGLES - 錦織一清
12. まいったネ今夜 - 東山紀之
13. 仮面舞踏会
14. じれったいね
15. ABC
16. 君だけに